# أكسو
أكسو (بالإنجليزية: aXXo)‏ هو الاسم المستعار لأحد الفرق الشهيرة في مجال الأفلام والتورنت. يقوم بعمل نسخ استخلاصي ضغط فيديو من اسطوانات الأفلام الأصلية بجودة جيد ووحجم صغير ويرفعها على الشبكة مجاناً ساهم في ازدياد شعبيته بشكل كبير جدا وأصبح من أشهر رواد أفلام التورنت قبل توقفه تماما عام 2011

## الهوية الحقيقية
حتى الآن لم يستطع أحد التعرف على الشخصية الحقيقية له، على الرغم من إدعاء العديد من الشخصيات له. لكن يشاع على الإنترنت بأنه قد بدأ العمل في هذا المجال عندما كان في سن الخامسة عشر من عمره.
الموقع الأول الذي بدأ مشواره معه هو darksiderg.com .

## شعبيته
حظي أكسو بشعبية كبيرة على الإنترنت عند محبي تحميل الأفلام الحديثة، وقد قامت جريدة The Independent بتخصيص 3 صفحات له بعددها الصادر بتاريخ 2008/12/29. وقد أطلق عليه لقب قرصان الأفلام وأيضاً لقب روبين هود, ويتم عمل فيلم كندي وثائقي عنه يحمل الاسم البحث عن أكسو - Searching for aXXo.

## القرصنة
في شهر نوفمبر 2007م توقف أكسو عن تحويل ورفع الأفلام على الإنترنت ثم عاد للعمل مجداً في شهر مارس 2008م بالفيلم الشهير أنا أسطورة للممثل ويل سميث. وقد أعادت عودته الفرحة لقلوب ملايين المتابعين للأفلام التي ينشرها على الشبكة.
في تاريخ 2008/12/15م حقق أكسو الفيلم رقم 1000 من سلسلة الأفلام التي حولها ونشرها على شبكة الإنترنت بفيلم الرعب ميرورز (Mirrors).
توقف مرة أخرى عن العمل من تاريخ 11 مارس 2009 بعد فيلم المعاقب : منطقة الحرب (Punisher: War Zone)
عاد مرة أخرى بتاريخ 11 ستمبر 2009 بفيلم البستاني المخلص المنتج عام 2005 (The Constant Gardener)